# Ri Tae-nam
Ri Tae-nam (* 1938; † 2013) war ein nordkoreanischer Politiker der Partei der Arbeit Koreas (PdAK), der unter anderem zwischen 2010 und 2011 Vize-Vorsitzender des Ministerrates war. Er war zudem Kandidat des Politbüros des Zentralkomitees der PdAK und Mitglied des ZK der PdAK. 

## Leben
Ri Tae-nam wurde 1978 Erster Sekretär des Parteikomitees der Staatlichen Raffinerie in Kaesŏng sowie 1986 Erster Sekretär des Parteikomitees des Staatlichen Eisen- und Stahlwerkes in Chollima-guyok, einem Stadtbezirk von Namp’o. 1987 übernahm er den Posten als Erster Sekretär des Stadtbezirkskomitees von Chollima-guyok sowie zugleich in Personalunion als Vorsitzender des Volkskomitees von Chollima-guyok. Am 22. April 1990 wurde er erstmals zum Deputierten Obersten Volksversammlung gewählt, der er bis zu seinem Tode 2013 angehörte. 1992 wurde er Vorsitzender des Verwaltungs- und Wirtschaftsausschusses von Namp’o und im Anschluss 1996 Erster Sekretär des Parteikomitees der Provinz Hamgyŏng-namdo (Süd-Hamgyŏng) und übte diese Funktion bis 2003 aus. Während der 10. Legislaturperiode war er zudem zwischen 1998 und 2003 Mitglied des Haushaltsausschusses der Obersten Volksversammlung.
2003 übernahm Ri die Funktion als Erster Sekretär des Parteikomitees der Provinz P’yŏngan-namdo (P’yŏngan) und bekleidete diesen Posten bis 2010. Im Anschluss fungierte er zwischen 2010 und 2011 als Vize-Vorsitzender des Ministerrates. Auf der III. Parteikonferenz der Partei der Arbeit Koreas wurde er am 28. September 2010 zum Kandidaten des Politbüros des Zentralkomitees sowie zum Mitglied des ZK der PdAK gewählt und gehörte diesen Gremien bis zu seinem Tode an.